# 小林研一郎
小林 研一郎（こばやし けんいちろう、1940年（昭和15年）4月9日 - ）は、日本の作曲家、指揮者。愛称は「（炎の）コバケン」、通称「炎のマエストロ」。

## 来歴
福島県石城郡小名浜町（合併により磐城市、いわき市へと変遷）生まれ。高校の体育教諭の父・正毅と小学校教諭の母・喜代子の長男として生まれる。父親は若い日に音楽家になることを目指したが挫折、家には多くの楽譜や音楽書籍があった。小学校3、4年生の頃、ラジオから流れてきたベートーヴェンの交響曲第9番を聴いて感動し、父親の持っている楽譜を見ながら独学で楽典の勉強を開始。小学5年生の時には、石川啄木の短歌「東海の小島の磯の白砂にわれ泣きぬれて蟹とたはむる」によるピアノ伴奏付きの歌曲を作曲するほどの腕前になる。音楽だけではなくスポーツや学業も優秀だったといい、本人談によると、三段跳びの県の記録を持っていたほか、100メートル走で11秒台（スパイク無し）の記録も持っていたという。
当初はピアノを東京芸術大学の先輩でもある、いわき市在住ピアノ講師の若松紀志子に師事していたが、彼女のアドバイスにより、志望変更に至る。福島県立磐城高等学校を経て、東京芸術大学音楽学部作曲科に入学。しかし、小林にとってはベートーヴェンやブラームスやバルトークたちの書いたような音楽こそが真の「音楽」であり、当時隆盛だった前衛音楽には激しく違和感を覚えたため、作曲の道を諦めて演奏家（指揮者）を志すようになる。卒業作品としてバルトーク風の管弦楽曲を提出して作曲科を卒業後、同大学に再度入学し、あらためて指揮科を卒業。作曲を石桁眞禮生、指揮を山田一雄、渡邉曉雄に師事。
1974年第1回ブダペスト国際指揮者コンクールに年齢制限ギリギリで参加。締切を過ぎていたが当時のハンガリー大使都倉栄二の手配で主催者から許可を得た。参加に当たっては、同じ石桁眞禮生門下として作曲科在学当時親しかった芥川真澄（芥川也寸志夫人）に相談。東欧の音楽事情に詳しい芥川也寸志から数々の助言をもらったという。第1位、特別賞を受賞。ヨーロッパのオーケストラを多数指揮し、プラハの春、アテネ、ルツェルン音楽祭などの音楽祭に出演、指揮をする。
アムステルダム・フィルハーモニー管弦楽団（現在のネーデルラント・フィルハーモニー管弦楽団）首席指揮者を足がかりとして欧州で活躍し、ハンガリー国立交響楽団（現ハンガリー国立フィルハーモニー管弦楽団）ではグスタフ・マーラー以来2人目の外国人として常任指揮者、音楽総監督 (GMD) 兼 常任指揮者を務めた（1987年 - 1992年常任、1992年- 1997年音楽総監督兼務。退任後、プレジデント・コンダクターの称号を経て現在は桂冠指揮者）。また、ネーデルラント・フィルハーモニー管弦楽団常任客演指揮者、チェコ・フィルハーモニー管弦楽団客演常任指揮者も歴任し、2006年 - 2007年シーズンより、オランダのアーネム・フィルハーモニー管弦楽団常任指揮者、および、マタブ・ハンガリー交響楽団の首席客演指揮者も務めている。
日本での活動は、東京交響楽団（客演指揮者→正指揮者→首席客演指揮者）、東京都交響楽団正指揮者を皮切りに、京都市交響楽団常任指揮者（1985年4月 - 1987年3月）、日本フィルハーモニー交響楽団首席指揮者（1988年 - 1990年）、常任指揮者（1990年 - 1994年、1997年 - 2004年）、首席客演指揮者（1994年 - 1997年）、音楽監督（2004年 - 2007年）、桂冠指揮者（2010年 - ）関西フィルハーモニー管弦楽団首席客演指揮者、九州交響楽団首席客演指揮者、名古屋フィルハーモニー交響楽団音楽総監督・音楽監督（現在は同楽団桂冠指揮者）、読売日本交響楽団特別客演指揮者（2011年8月 - ）、群馬交響楽団桂冠指揮者（2022年4月 - ）などを歴任している。
1999年に日蘭交流400年の作曲を委託され、管弦楽曲「パッサカリア」を作曲、ネーデルランド・フィルを自ら指揮をして初演。
2002年には、「プラハの春」音楽祭のオープニングコンサートにて、東洋人として初めてチェコ・フィルハーモニー管弦楽団を指揮して登場。スメタナの交響詩『わが祖国』を演奏し全世界に同時中継される。
2007年以降毎年大晦日に行われている、ベートーヴェンの全交響曲を演奏する「ベートーヴェンは凄い! 全交響曲連続演奏会」において、ロリン・マゼールが単独で指揮をした2010年を除き、毎年全曲単独で指揮している。最初に担当したのは2006年12月31日（2003年の同コンサート開始以来の中心的指揮者で、2004、2005年に単独で指揮していた岩城宏之が同年中に死去したことに伴い、追悼コンサートとして1曲ずつ担当した9人の指揮者の一人として）、交響曲第7番を指揮。一方で、同じく大晦日の風物詩となっている「東急ジルベスターコンサート」（テレビ東京）での指揮についても2003年・2005年・2010年・2023年の4回に渡り担当している。
2007年3月と2009年3月に日本フィルとアーネムフィルの合同演奏会を開催。サントリーホールで総勢180名の合同オーケストラを指揮。
2009年5月に、東京都交響楽団第681回定期公演に出演。スメタナの『わが祖国』を指揮。約24年ぶりの都響主催公演への出演であった。26日サントリーホールでの公演は、オクタヴィアレコードよりCD化された。なお、本来は2008年10月に出演予定だったが、東京文化会館のダブルブッキングにより延期された。
2011年3月26日に、東北地方太平洋沖地震の影響により来日できなかったユベール・スダーンの代役として、東京交響楽団第587回定期演奏会に出演。モーツァルトのレクイエムK.626（抜粋）および、ベートーヴェンの交響曲第3番『英雄』 を指揮。開演に先立ち指揮者・オーケストラ・聴衆によって黙祷が行われ、モーツァルトのレクイエムより「涙の日」は震災犠牲者に捧げられた。独唱は森麻季、竹本節子、福井敬、三原剛。混声合唱は東響コーラス（合唱指揮：樋本英一）。演奏会終了後は、自ら燕尾服姿のままで募金箱を持ち、被災地への支援を呼びかけた。
2012年7月1日より、東京文化会館の音楽監督に就任。
近年の注目すべき活動として、チェコ・フィルハーモニー管弦楽団とのベートーヴェン・チクルス（録音はオクタヴィアレコード）が挙げられる。ベートーヴェンの交響曲全集は、ハンガリー国立交響楽団と録音を完結したものの、発売を許可せずお蔵入りになった経緯があり、チェコ・フィルとの録音は満を持してのプロジェクトである。

## 人物
- 音楽教育者として東京芸術大学音楽学部指揮科主任教授および東京音楽大学音楽学部作曲指揮専攻客員教授として後進を指導。現在は、東京芸術大学名誉教授、東京音楽大学名誉教授、リスト音楽院名誉教授の称号を得ている。
- 朝比奈隆、小澤征爾に次ぐ邦人レコーディングアーティストとしても有名で、オクタヴィアレコード、ポニーキャニオンを中心に、50を超える収録CD、DVDを発表している。オーケストラは主に、ハンガリー国立交響楽団、チェコ・フィルハーモニー管弦楽団、日本フィルハーモニー交響楽団、アーネムフィルハーモニー管弦楽団など。
- 学生や市民楽団など、アマチュア団体の指揮にも積極的な姿勢を見せている。
- 妹の一ノ関佑子はソプラノで東京藝術大学卒業。長女の小林亜矢乃はピアニストで東京音楽大学卒業。演奏会では親子共演をすることもある。佑子の義妹（夫の妹）は漫画家の大和和紀である[6]。
- グリップの長い、独特の自作指揮棒を使用。バトンテクニックに優れ、近現代の作品も得意としている。弦楽器の歌わせ方や管楽器の強弱指示は、「コバケン節」と言われている。指揮をする際、身振りが激しいだけでなく、時にうなり声が大きいことでも知られる。録音やコンサート会場の客席でもそれと分かる場合がある。
- 演奏頻度が高いレパートリーがいくつかあり、例えばベルリオーズの幻想交響曲、チャイコフスキーの交響曲第5番、マーラーの交響曲第5番、ベートーヴェンの交響曲第7番など、繰り返し演奏会のプログラムに入れている。「ダニー・ボーイ」など、定番に近いアンコール曲もある。
- 小林が指揮する演奏会では、終演時に客席に話しかけて挨拶をすることがしばしばある。外国のオーケストラの日本公演では、「皆様お立ちになって拍手をお願いします」と言うこともあるが、日本語の分からない外国人にとってはスタンディングオベーションが自然に起きたように見えるという。
- 45歳からゴルフを始めた[7]。
- 1972年に立教大学グリークラブの常任指揮者に就任、1973年 - 1974年音楽監督兼常任指揮者を務めた[8]。また早稲田大学グリークラブのステージに数多く登場しており、定期演奏会では1972年、1973年、1974年、2006年、東西四大学合唱演奏会では1973年、1974年、1978年、1980年、1983年、1986年、1989年、1994年、1998年に登壇。1994年の同団のハンガリー演奏旅行、1998年のハンガリー - チェコ演奏旅行の指揮も務めている。また、1973年東京六大学合唱連盟定期演奏会合同演奏、1974年東西四大学合唱演奏会合同演奏にも登場している[9]。2013年には東西四大学OB合唱連盟演奏会で稲門グリークラブ（早稲田グリーOB）を指揮し、同年にはサントリーホールで『コバケンが振る稲門グリークラブ演奏会』と題した演奏会を開催している[10]。他にも1989年に京都産業大学グリークラブのサマーコンサートへ賛助出演、1991年に東西四大学合唱演奏会で同志社グリークラブを指揮している[11]。
- 1989年頃、ピアニストの中村紘子と、ハウス食品が製造する『ザ・カリー』のテレビコマーシャルで共演したことがある。

## 受賞・栄典
- 1974年：第1回ブダペスト国際指揮者コンクール第1位・特別賞
- 1986年：ハンガリーリスト記念勲章
- 1990年：ハンガリー文化勲章[12]
- 1994年：ハンガリー星付中十字勲章（民間人として最高位）[13]
- 2011年：文化庁長官表彰
- 2013年：旭日中綬章[14][15]
- 2020年：ハンガリー大十字功労勲章
- 2021年：日本芸術院賞・恩賜賞

## 主な著作
- 指揮者のひとりごと（騎虎書房 1993年）
- 小林研一郎とオーケストラへ行こう（旬報社 2006年）

## 関連作品
- 『天心の譜』 - 2012年映画
- 『ビリーブ』 - 2005年映画 音楽